# Asteroceras
Asteroceras – rodzaj głowonogów z podgromady amonitów, z rodziny Arietitidae.
Żył w okresie jury (synemur).